# Хасан (син Чобана)
Хасан (д/н — 1329) — державний діяч Держави Хулагуїдів.

## Життєпис
Походив з монгольського племені сулдус племенного союзу тайджиутів. Належав до роду Чілауна, який був одним із чотирьох великих сподвижників Чингісхана. Син впливового полководця Чобана від його першої дружини. Протягом 1310-х років останній накопичив значну владу, з 1319 року став фактичним правителем держави. Хасан отримав посаду наїба (намісника) Хорасану і Мазандерану.
На своїй посаді опікував обороною кордонів держави від вторгнення чагатайських військ. 1324 року його старший син Талиш отримав посаду наїба Ісфагану, Фарсу і Керману.
У 1326—1327 роках брав участь у кампанії проти Чагатаїв та Нікудерійської Орди. За цим підтримав заколот батька проти ільхана Абу-Саїда Багадура. Поразка Чобана призвела до втечі Хасана до Золотої Орди, де перейшов на службу до Узбек-хана. Брав участьу військових кампаніях останнього. Помер 1329 року від поранень.